# Campigneulles-les-Grandes
Campigneulles-les-Grandes és un municipi francès situat al departament del Pas de Calais i a la regió dels Alts de França. L'any 2007 tenia 270 habitants.

## Demografia

### Població
El 2007 la població de fet de Campigneulles-les-Grandes era de 270 persones. Hi havia 106 famílies de les quals 24 eren unipersonals (12 homes vivint sols i 12 dones vivint soles), 35 parelles sense fills, 39 parelles amb fills i 8 famílies monoparentals amb fills.
La població ha evolucionat segons el següent gràfic:
Habitants censats

### Habitatges
El 2007 hi havia 121 habitatges, 105 eren l'habitatge principal de la família, 12 eren segones residències i 4 estaven desocupats. Tots els 116 habitatges eren cases. Dels 105 habitatges principals, 87 estaven ocupats pels seus propietaris, 16 estaven llogats i ocupats pels llogaters i 2 estaven cedits a títol gratuït; 1 tenia una cambra, 1 en tenia dues, 17 en tenien tres, 25 en tenien quatre i 60 en tenien cinc o més. 84 habitatges disposaven pel capbaix d'una plaça de pàrquing. A 47 habitatges hi havia un automòbil i a 50 n'hi havia dos o més.

### Piràmide de població
La piràmide de població per edats i sexe el 2009 era:
| Homes | Edats   | Dones |
| ----- | ------- | ----- |
| 0     | 95 o +  | 0     |
| 0     | 90 a 94 | 0     |
| 0     | 85 a 89 | 0     |
| 0     | 80 a 84 | 0     |
| 4     | 75 a 79 | 8     |
| 8     | 70 a 74 | 12    |
| 4     | 65 a 69 | 4     |
| 0     | 60 a 64 | 8     |
| 16    | 55 a 59 | 8     |
| 12    | 50 a 54 | 4     |
| 16    | 45 a 49 | 20    |
| 8     | 40 a 44 | 4     |
| 8     | 35 a 39 | 4     |
| 12    | 30 a 34 | 8     |
| 0     | 25 a 29 | 0     |
| 0     | 20 a 24 | 0     |
| 12    | 15 a 19 | 12    |
| 12    | 10 a 14 | 4     |
| 4     | 5 a 9   | 0     |
| 8     | 0 a 4   | 0     |

## Economia
El 2007 la població en edat de treballar era de 174 persones, 127 eren actives i 47 eren inactives. De les 127 persones actives 119 estaven ocupades (68 homes i 51 dones) i 8 estaven aturades (4 homes i 4 dones). De les 47 persones inactives 11 estaven jubilades, 23 estaven estudiant i 13 estaven classificades com a «altres inactius».

### Ingressos
El 2009 a Campigneulles-les-Grandes hi havia 111 unitats fiscals que integraven 295,5 persones, la mediana anual d'ingressos fiscals per persona era de 18.813 €.

### Activitats econòmiques
Dels 12 establiments que hi havia el 2007, 1 era d'una empresa alimentària, 2 d'empreses de construcció, 3 d'empreses de comerç i reparació d'automòbils, 1 d'una empresa de transport, 1 d'una empresa d'hostatgeria i restauració, 2 d'empreses de serveis i 2 d'entitats de l'administració pública.
Dels 2 establiments de servei als particulars que hi havia el 2009, 1 era una lampisteria i 1 electricista.
Els 2 establiments comercials que hi havia el 2009 eren botigues de roba.
L'any 2000 a Campigneulles-les-Grandes hi havia 10 explotacions agrícoles.

## Poblacions més properes
El següent diagrama mostra les poblacions més properes.